# Joaquín Balcells y Pascual
Joaquín Balcells y Pascual (San Martín de Provensals, provincia de Barcelona, 1807-Barcelona, 7 de marzo de 1879) fue un farmacéutico español.

## Biografía
Se graduó de bachiller en Filosofía en 1822 y en 1832 recibió los títulos de licenciado y doctor en Farmacia. Cursó Física y Química en el Real Colegio de Farmacia de San Fernando de Madrid y Matemáticas, Taquigrafía e Italiano en las escuelas sostenidas por la Junta de Comercio de Barcelona.
Por real orden y en virtud de oposiciones, fue nombrado catedrático de Física Experimental en la Universidad de Cervera, cargo que desempeñó hasta la conclusión del curso 1836-1837. Fue entonces trasladado a la Universidad de Barcelona y declarado cesante. Durante el tiempo que duró esta, desempeñó la cátedra de Física Experimental Aplicada a las Artes en la escuela de la Junta de Comercio.
En 1851 fue nombrado catedrático de la Escuela de Ingenieros Industriales de Barcelona. Reorganizado el establecimiento por real orden, se encargó de la clase de Física de los cursos primero y segundo.
En 1854 describió la bacteria Vibrio cholerae, causante del cólera, el mismo año que Filippo Pacini y antes de que lo hiciera Robert Koch, a quien frecuentemente se le atribuye el primer descubrimiento. Sin embargo, este solamente aisló el bacilo en 1884.
Fue miembro de la Real Academia de Ciencias Naturales y Artes de Barcelona y tomó parte activa en sus trabajos, leyendo memorias. Asimismo, llevó a cabo varios experimentos en la Real Academia de Medicina y Cirugía de esa misma ciudad.
Falleció en Barcelona el 7 de marzo de 1879. Dejó, al menos, un hijo, llamado José, que se dedicó tanto a la pintura como a la escultura.

## Obra
Fue autor de diversas memorias, algunas de las cuales se citan a continuación:
- «Memoria sobre las varias clases de vapor que en el día se conocen, manifestando físicamente los experimentos que se repiten en Francia e Inglaterra para suplir en los barcos de vapor de ruedas de paletas con el aire atmosférico» (1833)
- «Memoria químico-farmacéutica sobre el valerianato de zinc» (1845)
- «Observaciones acerca la revificación de la plata por medio del jabón» (1848)
- «Memoria explicando algunas de las grandes reformas que la física y la química han obrado y otras que están preparadas para el mejor fomento y progreso de la agricultura y se estudia los pozos artesianos» (1848)
- «Memoria sobre las propiedades eléctricas del vapor de agua» (1850)

Publicó, asimismo, Histología meteórica en 1854.